# Медведев, Николай Александрович
Николай Александрович Медве́дев (8 ноября 1898, Екатеринбург, Пермская губерния — 1968, Челябинск) — советский актёр и режиссёр театра, телережиссёр.

## Биография
Родился 27 октября (8 ноября) 1898 года в Екатеринбурге.
В 1906—1915 годах учился в школе, в Екатеринбургском реальном училище. В 1915 году начал работу в Екатеринбургском театре.
В 1916 поступил на химико-металлургический факультет УрГУ.
В 1919—1920 годах служил в РККА заведующим культпросветом запасных частей 5-й армии.
В 1920—1922 годах работал режиссёром и актёром в передвижном показательном театре уездного отдела народного образования, с 1922 года — в Екатеринбургском пролетарском театре. С 1923 года — в Челябинский ГТД имени С. М. Цвиллинга. Потом работал главным режиссёром, художественным руководителем в театрах Сарапула (1924—1926), Семипалатинска (1927—1928), Ярославля (1934—1936), Пензы и Ульяновска (1928—1934), Оренбурга (1936—1938), Сталинграда (1938—1939), Иркутска (1939—1945), Казани (1945—1949). Одновременно занимался педагогической деятельностью в иркутских университете и пединституте, в КГУ имени В. И. Ульянова-Ленина, в ЧГПИ.
В 1949—1954 годах главный режиссёр Челябинский ГТД имени С. М. Цвиллинга (режиссёр — 1954—1959).
С 1961 года — главный режиссёр Челябинской студии телевидения (создал художественную новеллу «Тимка», прошедшую по Центральному телевидению, художественные телефильмы «Рожь зелёная», «Когда в сердце тревога», «Последняя песня» и другие), с 1963 года режиссёр редакции драматических передач. Благодаря ему самые интересные спектакли Челябинского, Свердловского, Новосибирского, Омского драмтеатров были показаны по Челябинскому ТВ.
Николай Александрович Медведев долго жил в Челябинске, он умер 17 декабря 1968 года, похоронен в Челябинске на Успенском кладбище.

## Творчество

### Роли в театре
- «Разбойники» Шиллера — Франц Моор
- «Борис Годунов» А. С. Пушкина — Борис Годунов
- «Горе от ума» А. С. Грибоедова — Александр Андреевич Чацкий, Павел Афанасьевич Фамусов
- «Кремлёвские куранты» Н. Ф. Погодина — Антон Иванович Забелин
- "Анна Каренина"по Л. Н. Толстого — Алексей Александрович Каренин

### Постановки

#### Разные театры
- «Мой друг» Н. Ф. Погодина (1933, Пензенский театр)
- «Гибель эскадры» А. Е. Корнейчука (1935, Ярославский театр)
- «Борис Годунов» А. С. Пушкина (1937, Оренбургский театр)
- «Последняя жертва» А. Н. Островского (1943, Иркутский театр)

#### Челябинский театр
- 1950 — «Анна Каренина» Л. Н. Толстого
- 1951 — «Любовь Яровая» К. А. Тренёва; «Горе от ума» А. С. Грибоедова
- 1954 — «Стакан воды» Э. Скриба
- 1955 — «Кремлёвские куранты» Н. Ф. Погодина
- 1956 — «Клоп» В. В. Маяковского
- 1958 — «Собака на сене» Лопе де Вега
- 1959 — «Битва в пути» по Г. Е. Николаевой

## Награды и звания
- Сталинская премия третьей степени (1952[5]) — за спектакль «Любовь Яровая» К. А. Тренёва на сцене Челябинского ГАТД имени С. М. Цвиллинга
- Заслуженный деятель искусств РСФСР (29.9.1945)
- Лауреат Всесоюзного фестиваля драматических театров (1956) — за постановку спектакля «Клоп» В. В. Маяковского

## Память
- В Челябинске на доме 37 по ул. Цвиллинга, где жил Н. А. Медведев, в 1990 году была установлена мемориальная доска[3]